# Ceratinella
Ceratinella là một chi nhện trong họ Linyphiidae.